# DREAMS COME TRUE MUSIC BOX Vol.3 - EARLY SUMMER -
『DREAMS COME TRUE MUSIC BOX Vol.3 - EARLY SUMMER -』（ドリームズカムトゥルー ミュージックボックス ボリュームスリー アーリーサマー）は、2009年3月21日にリリースされたDREAMS COME TRUEの公式オルゴールアルバムである。

## 概要
- DREAMS COME TRUE公式オルゴールアルバム第3弾。
- 前作同様、DREAMS COME TRUE公式サイト「DCT garden」、Amazon.co.jp、DREAMS COME TRUEコンサート会場での限定販売。
- DREAMS COME TRUEの初夏の曲を集めている。
- アルバム『DO YOU DREAMS COME TRUE?』と同時発売。
- アルバム収録曲の「晴れたらいいね」と「ALMOST HOME」が池田駅_(北海道)の改札音に使用されている。

## 収録曲
1. HAPPY HAPPY BIRTHDAY
2. うれしい！たのしい！大好き！ (‘EVERLASTING’ VERSION)
3. マスカラまつげ
4. ALMOST HOME
5. Ring! Ring! Ring! (S・H・H VERSION)
6. Eyes to me (VERSION #2)
7. 花曇りの日曜日
8. a little waltz
9. go for it!
10. 晴れたらいいね
11. 朝がまた来る